# Fattoria Santonuovo

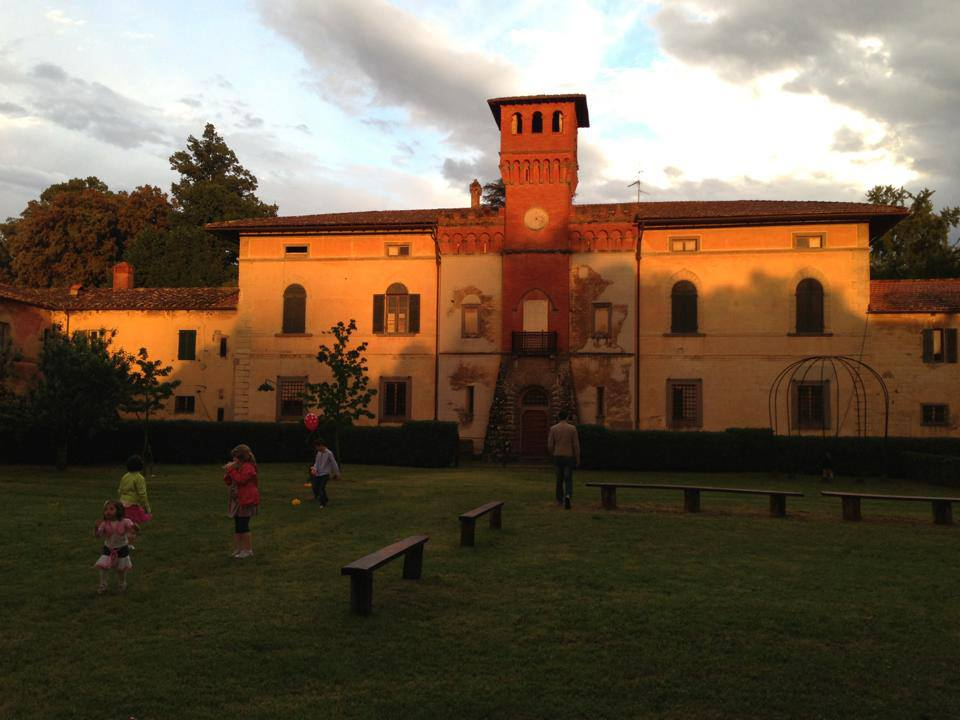
Veduta

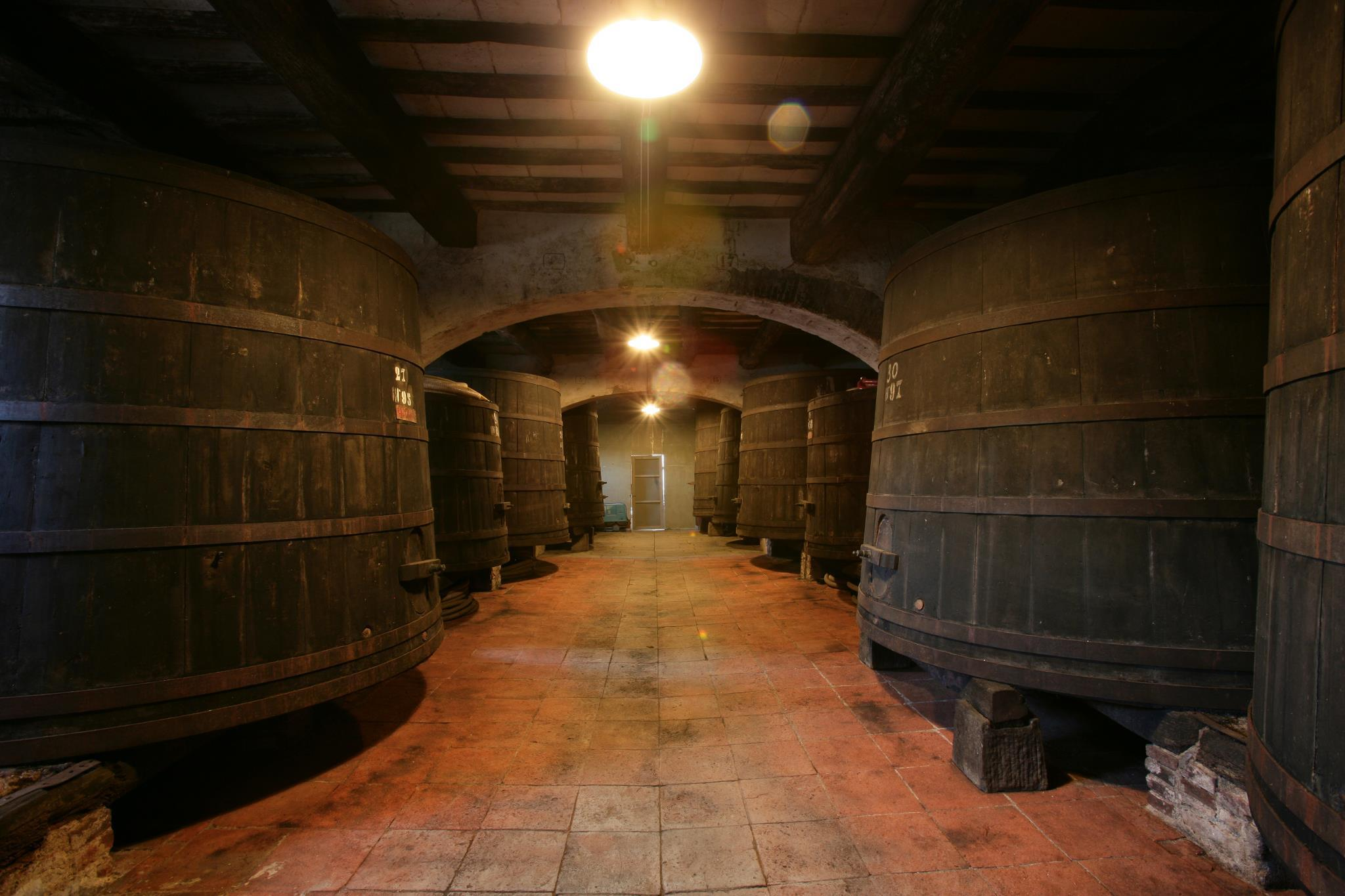
La tinaia

Fattoria Santonuovo o Fattoria Banchieri è una villa che si trova in località Santonuovo, nel comune di Quarrata in provincia di Pistoia.

## Storia
La villa risale al XVII secolo e fu costruita da Pietro Banchieri per le nozze di suo figlio Niccolò con Caterina Rospigliosi, nipote di Papa Clemente IX, sui terreni del Montemagno, di proprietà della famiglia già dal XIII secolo. La Fattoria Santonuovo divenne poi la residenza di Monsignor Zanobi Banchieri , che ne fece il suo rifugio, dedicandosi anche ala costruzione della Chiesa di San Germano in Santonuovo, sorgente su un terreno di proprietà Banchieri. Nel XIX secolo Giovanni Francesco Banchieri vi aggiunse la torre e unì alla villa il fabbricato agricolo, dando alla fattoria l'aspetto che ancora oggi conserva. 
I Banchieri sono un'antica famiglia di origine pisana, che si trasferì a Pistoia nel 1219 circa, entrando ben presto a far parte della nobiltà cittadina, grazie alla partecipazione dei suo componenti alla vita pubblica di Pistoia (già a partire dalla seconda metà del XIII secolo sono ricordati numerosi Banchieri aventi le cariche di Gonfaloniere di Pistoia, Operaio di San Jacopo, Saggio del Consiglio, ...), che dava diritto all'ascrizione nel registro della nobiltà e del patriziato cittadino.
Nella seconda metà del XVIII secolo, a seguito di una eredità, Pietro Banchieri, figlio di Ignazio di Pietro Banchieri e di Caterina Bartolini Salimbeni, e nipote di quel Pietro Banchieri Rospigliosi, immortalato da Jacob Ferdinand Voet nella galleria di quadri intitolati "Il bambino Rospigliosi",aggiunse definitivamente al proprio cognome quello della famiglia Poggi (ricevendo il maggiorascato istituito nel 1554 dal Cardinale Poggi), creando il ramo Poggi Banchieri, che proseguì imparentandosi con alcune delle più nobili famiglie locali, tra cui gli Aldobrandini, i Benveduti Massarelli, i Rospigliosi, i De Franceschi, e che ad oggi prospera nella famiglia dei proprietari della Fattoria Santonuovo a Quarrata, mentre si è estinto, con la morte del Barone Giulio Banchieri (2004) e l'assegnazione dell'eredità ai Conti Alfano, il ramo dei proprietari della Villa Banchieri di Castelmartini.